# Rebecca Schaeffer
Rebecca Lucile Shaeffer (Eugene, 1967. november 6. – Hollywood, 1989. július 18.) amerikai színésznő.

## Élete és pályafutása
Benson és Danna Shaeffer lányaként született Oregonban. Gyerekkorában rabbi szeretett volna lenni, csak később fordult érdeklődése a színészet és a modellkedés irányába. Fiatalkorában már vállalt szerepeket reklámfilmekben, illetve statisztált mozifilmekben is. 1984-ben, 17 évesen leszerződtette az Elite Model Management, New York egyik legnevesebb modellügynöksége. Shaeffer sokáig próbálkozott a modellszakmával, magassága – 170 cm – miatt azonban nem tudott nagy sikereket elérni. Ezért Japánba utazott szerencsét próbálni, de nem járt sikerrel. Ekkor döntött úgy, hogy inkább színésznő lesz, és visszatért New Yorkba. 
Színészként első munkája Woody Allen A rádió aranykora című filmjében volt 1986-ban. Itt azonban még csak kisebb szerepe volt. Még ebben az évben megkapta Patti Russell szerepét a CBS My Sister Sam című sitcomjában. Érdekesség, hogy a színésznőre a producerek a Seventeen magazin címlapján figyeltek fel. A sorozat eleinte sikeres volt, később azonban, 1988-ban a nézettség jelentősen lecsökkent, így a szériát a 2. évad felénél elkaszálta a csatorna. Ezután szerepet kapott a The End of the Innconnence című életrajzi filmben, amely sokat lendített a színésznő pályáján. 1989-ben megkapta Zandra Lipkin szerepét A Játék neve: Beverly Hills című fekete komédiában. Ugyanekkor Shaeffer esélyes volt a Micsoda nő! főszerepére is, amit azonban végül Julia Roberts kapott meg.

## Halála
Shaeffer szeretett személyesen válaszolni a rajongói leveleire, noha kollégái figyelmeztették, hogy ez mennyire veszélyes lehet. A színésznő rajongója volt Robert John Bardo is, aki többször is meglátogatta személyesen Shaeffert. Egyik ilyen alkalommal kést is vitt magával, de a stúdió őrei feltartóztatták. Ezután hazautazott Tucsonba, de továbbra is bálványozta a fiatal színésznőt. Miután látta a már említett A Játék neve, Beverly Hillst, éktelen haragra gerjedt, mivel a filmben volt egy ágyjelenet Shaeffer és egy színész kollégája között. Bardo ezután úgy érezte, a színésznő "hollywoodi ribi" lett, és ezért meg kell bűnhődnie. A férfi ezért visszatért Los Angelesbe, ahol magánnyomozót fogadott, hogy kiderítse Shaeffer lakcímét. Miután a nyomozó megtudta, hol lakik Shaeffer, a férfi a megadott címre ment, ahol több járókelőt is megkérdezett, hogy biztosan ott lakik-e Shaeffer. Miután erről is megbizonyosodott, felcsengetett a színésznő lakására.
Shaeffer ekkoriban megpályázta a Keresztapa 3. egyik főszerepét, amire jó esélye is volt, hogy megkapja, és aznap épp a film forgatókönyvét várta postán. Amikor Shaeffer ajtót nyitott, Bardo felmutatott egy levelet, amit még a színésznő küldött neki válaszként, és számon kérte Shaeffert, hogy miért nem személyesen válaszolt a levelére, ahogyan szokott. Shaeffer válasz helyett udvariasan megkérte a férfit, hogy ne zaklassa tovább, és menjen el. Bardo ezután távozott, és egy közeli étteremben reggelizett, majd egy órával később visszatért a színésznő lakásához, és ismét csengetett. Amikor Shaeffer ajtót nyitott, Bardo egy pisztollyal több lövést adott le a színésznőre, aki összeesett. Shaeffer állítólag ekkor csak azt hajtogatta: "Miért? Miért?" Bardo ezután elhagyta a helyszínt.  A mentőket a színésznő szomszédai hívták ki. Shaeffer sok vért veszített, és útban a kórház felé meghalt. Rebecca Shaeffert 1989. július 23-án, halála után öt nappal temették el. 1989. július 19-én a rendőrség letartóztatta Bardot, aki elismerte bűnösségét. A férfit végül 1991 októberében életfogytiglani börtönre ítélték.

## Filmjei
- 1986–1988: My Sister Sam
- 1987: Radio Days
- 1988: Out of Time
- 1989: Scenes from the Class Struggle in Beverly Hills
- 1990: Voyage of Terror: The Achille Lauro Affair